# Tel-musici
O Tel-musici foi uma inovação de entretenimento pioneira, que usava linhas telefônicas para transmitir gravações fonográficas para as casas de assinantes. Os assinantes ligavam para uma "central musical" para solicitar seleções que eram depois ouvidas com fones de ouvido especiais, denominados "magnafones". Mais tarde, o serviço passou a incluir programas ao vivo e a expandir suas operações, de modo a se tornar um "jornal telefônico".
Uma empresa com o sistea Tel-musici foi fundada em  Delaware em 1908 e o serviço começou suas operações em Wilmington no ano seguinte. Entretanto, embora houvessem planos de expansão do sistema por todos os Estados Unidos, somente nesta localidade o serviço chegou à fase operacional, até que encerrasse suas operações por volta de 1914.

## História

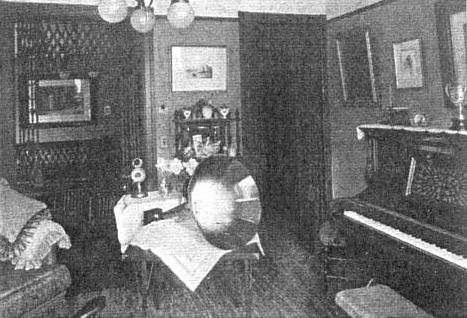
Instalação doméstica do serviço Tel-music

O indivíduo responsável pelo Tel-musici foi o inventor George R. Webb. Em janeiro de 1908 enquanto buscava investidores, ele organizou uma demonstração num hotel de Baltimore, enquanto os usuários telefonavam para outro lugar e faziam pedidos, tais como "'10 cents de Lohengrin,' ou 'um quarter de ragtime'". Logo em seguida foi aberta uma companhia, com capital de 10 mil dólares no estado de Delaware com a participação de pessoas de Baltimore.
Em 1909 um sistema foi estabelecido em Wilmington, Delaware tendo George Webb como presidente e J. J. Comer como gerente-geral. O acervo musical à disposição foi descrito como amplo e abrangente de uma linha completa de toda a produção musical recente. A cobrança era feita à base de três centavos de dólar por música e de sete centavos por trecho de ópera. Aos assinantes era exigida a compra de um total de 18 dólares por ano. Também se realizava a transmissão de um programa em geral em vez de requisições individuais.
Os promotores tinham esperanças de promover o interesse das companhias telefônicas em instalar suas próprias operações do Tel-musici. A operação de Wilmington mais tarde foi adquirida pela Wilmington and Philadelphia Traction Co., que operava uma franquia telefônica em Wilmington, assim como um anúncio de um "programa musical dançante" apareceu por volta de 1914. Entretanto, não há registros de que quaisquer instalações adicionais tenham se tornado operacionais.
 
Em 1912, George começou a promover o sistema  Magnaphone em Nova Iorque, cujo intento era o de transmitir gravações em áudio a assinantes por oito dólares mensais. A empresa New York Magnaphone and Music Company recebeu uma concessão de 25 anos para operar em Manhattan e no Bronx a oeste do Rio Bronx, ainda que tal franquia jamais tenha chegado a operar. J. J. Comer mais tarde viria a participar, junto com a Automatic Electric Company of Chicago, no desenvolvimento do sistema  Musolaphone, que operou por pouco tempo no lado sul de Chicago e que transmitia notícias ao vivo e entretenimento a assinantes e negócios através de linhas telefônicas.